# 千葉県交通安全協会
座標: 北緯35度36分12.7秒 東経140度6分11秒 / 北緯35.603528度 東経140.10306度
公益財団法人千葉県交通安全協会（こうえきざいだんほうじんちばけんこうつうあんぜんきょうかい）は、千葉県内の地区交通安全協会を統括する交通安全協会。元千葉県知事所管の財団法人。

## 概要
千葉県内の地区交通安全協会を統括する交通安全協会で、千葉県内での季節単位で開催する交通安全運動をはじめ、自動車・自動二輪車の運転免許更新の伝達・更新事務、申請書や収入証紙の委託販売業務、自転車などに貼る反射シールや車輪のスポークに貼る反射材などの交通安全グッズの頒布、交通安全功労者の表彰及び国や全国法人への表彰推薦などを事業としている。

## 下部組織
- 千葉中央交通安全協会 - 千葉市中央区中央港1-13-1
- 千葉東交通安全協会 - 千葉市若葉区小倉町859-2
- 千葉西交通安全協会 - 千葉市美浜区真砂2-1-1
- 千葉南交通安全協会 - 千葉市緑区おゆみ野中央8-1-2
- 千葉北交通安全協会 - 千葉市稲毛区長沼原町199-1
- 習志野交通安全協会 - 習志野市鷺沼台2-4-1
- 八千代交通安全協会 - 八千代市萱田町681-39
- 船橋交通安全協会（一社） - 船橋市市場4-18-1
- 船橋東交通安全協会 - 船橋市習志野台7-9-20
- 鎌ヶ谷交通安全協会 - 鎌ヶ谷市新鎌ケ谷4-8-35
- 市川交通安全協会 - 市川市鬼高4-4-1
- 行徳交通安全協会 - 市川市塩浜3-10-18 行徳警察署内
- 浦安交通安全協会 - 浦安市美浜5-13-2
- 松戸交通安全協会 - 松戸市松戸558-2
- 松戸東交通安全協会 - 松戸市八ヶ崎4-51-9
- 野田交通安全協会 - 野田市宮崎147-4
- 柏交通安全協会 - 柏市松ヶ崎722-1
- 流山交通安全協会 - 流山市三輪野山744-4
- 我孫子交通安全協会 - 我孫子市柴崎904-1
- 佐倉交通安全協会 - 佐倉市表町3-17-1
- 四街道交通安全協会 - 四街道市和良比635-5
- 成田交通安全協会 - 成田市加良部3-5
- 印西交通安全協会 - 印西市大森2514-13
- 香取交通安全協会 - 香取市北2-1-1
- 小見川交通安全協会 - 香取市小見川1637
- 多古町交通安全協会 - 香取郡多古町多古2592
- 銚子交通安全協会 - 銚子市春日町1922-2
- 旭交通安全協会 - 旭市ニの1-1
- 匝瑳交通安全協会（一社） - 匝瑳市八日市場イ559-1
  - 八日市場自動車教習所
- 山武交通安全協会 - 山武市富田ト1177-3
- 東金交通安全協会 - 東金市北之幸谷10-12
- 茂原交通安全協会 - 茂原市早野新田7
- 千葉県一宮交通安全協会 - 長生郡一宮町田町1-10
- いすみ交通安全協会 - いすみ市大原8312-4
- 勝浦交通安全協会 - 勝浦市出水1212-2
- 大多喜交通安全協会 - 夷隅郡大多喜町猿稲147
- 市原交通安全協会 - 市原市八幡海岸通1965-17
- 南総交通安全協会 - 市原市牛久880-1
- 木更津交通安全協会 - 木更津市潮見1-1-5
  - 木更津自動車学校
- 君津交通安全協会 - 君津市久保4-1-1
- 富津交通安全協会 - 富津市海良121-1
- 館山交通安全協会（一財） - 館山市北条1090
  - 館山自動車学校
- 千倉交通安全協会（一財） - 南房総市千倉町瀬戸2916
- 鴨川交通安全協会（一財） - 鴨川市横渚1465
  - 鴨川自動車教習所